# Marapana truncatalis
Marapana truncatalis är en fjärilsart som beskrevs av Walker 1865. Marapana truncatalis ingår i släktet Marapana och familjen nattflyn. Inga underarter finns listade i Catalogue of Life.